# (37282) 2000 YJ67
2000 YJ67 (asteroide 37282) é um asteroide da cintura principal. Possui uma excentricidade de 0.07730460 e uma inclinação de 15.74692º.
Este asteroide foi descoberto no dia 28 de dezembro de 2000 por LINEAR em Socorro.